# Форествілл (округ Скайлкілл, Пенсільванія)
Форествілл (англ. Forestville) — переписна місцевість (CDP) в США, в окрузі Скайлкілл штату Пенсільванія. Населення — 399 осіб (2020).

## Географія
Форествілл розташований за координатами 40°41′38″ пн. ш. 76°17′32″ зх. д. / 40.69389° пн. ш. 76.29222° зх. д. (40.693765, -76.292159).  За даними Бюро перепису населення США в 2010 році переписна місцевість мала площу 2,25 км², уся площа — суходіл.

## Демографія
Згідно з переписом 2010 року, у переписній місцевості мешкало 435 осіб у 181 домогосподарстві у складі 128 родин. Густота населення становила 193 особи/км².  Було 197 помешкань (87/км²).
Расовий склад населення:
| - 99,5 % — білих - 0,2 % — азіатів |

До двох чи більше рас належало 0,2 %. Частка іспаномовних становила 0,2 % від усіх жителів.
За віковим діапазоном населення розподілялося таким чином: 21,1 % — особи молодші 18 років, 59,4 % — особи у віці 18—64 років, 19,5 % — особи у віці 65 років та старші. Медіана віку мешканця становила 44,2 року. На 100 осіб жіночої статі у переписній місцевості припадало 94,2 чоловіків;  на 100 жінок у віці від 18 років та старших — 96,0 чоловіків також старших 18 років.
Середній дохід на одне домашнє господарство  становив 54 986 доларів США (медіана — 44 375), а середній дохід на одну сім'ю — 63 535 доларів (медіана — 51 058). Медіана доходів становила 45 000 доларів для чоловіків та 28 333 долари для жінок. За межею бідності перебувало 7,7 % осіб, у тому числі 27,8 % дітей у віці до 18 років та 4,4 % осіб у віці 65 років та старших.
Цивільне працевлаштоване населення становило 179 осіб. Основні галузі зайнятості: освіта, охорона здоров'я та соціальна допомога — 35,8 %, роздрібна торгівля — 16,2 %, будівництво — 12,3 %, транспорт — 8,9 %.